# Jack Leslie

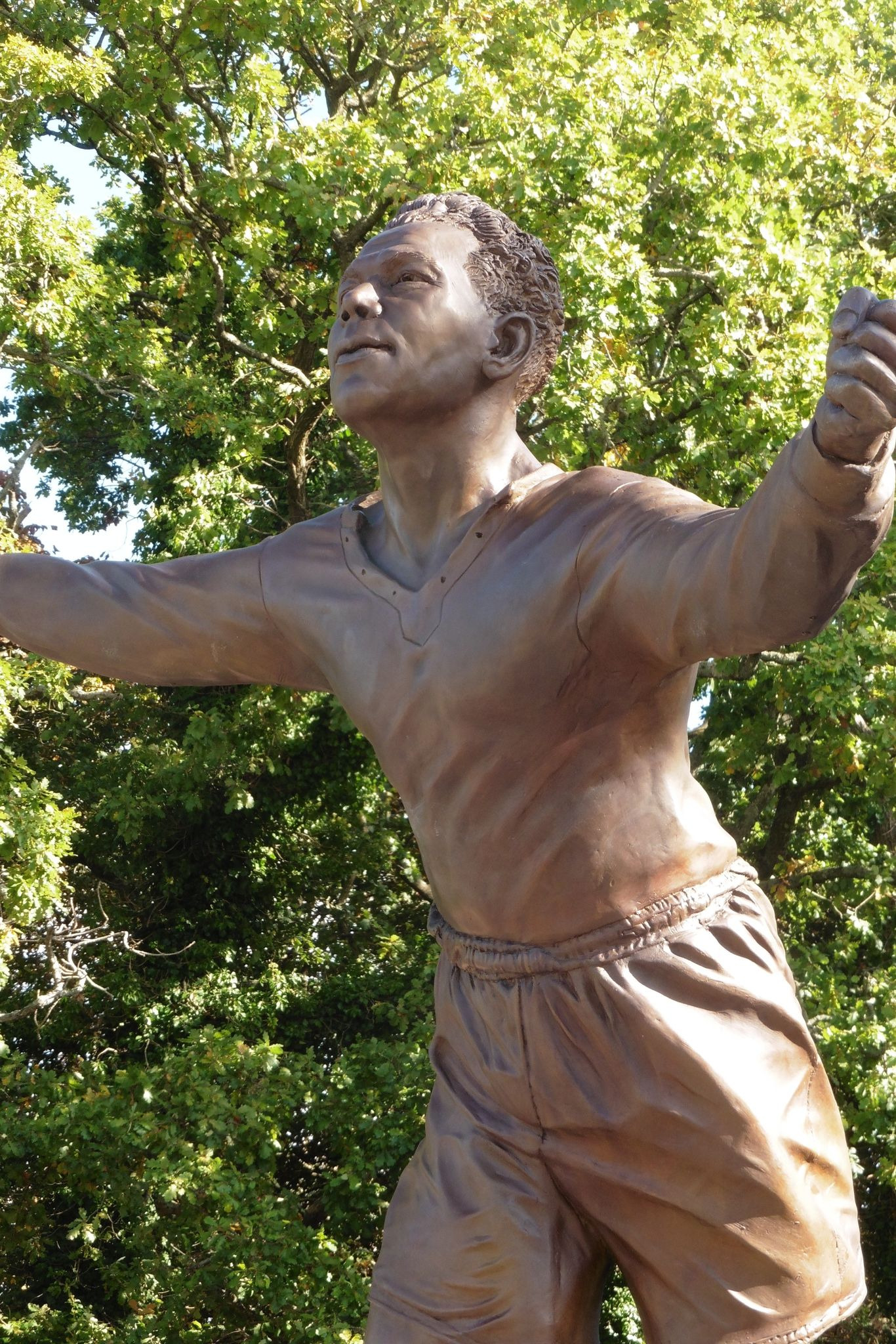
Jack-Leslie-Statue
vor dem Home Park

John Francis „Jack“ Leslie (* 17. August 1901 in Canning Town; † 25. November 1988) war ein englischer Fußballspieler.

## Sportlicher Werdegang
Leslie begann seine Laufbahn bei Barking Town. Dort avancierte der Sohn eines Jamaikaners zu einem erfolgreichen Torjäger, bis zu seinem Abschied vom Verein 1921 soll er als Teenager 250 Tore erzielt und damit maßgeblich zum Gewinn des Essex Senior Cups 1920 und der Meisterschaft in der London League Premier Division im Folgejahr beigetragen haben. Damit machte er auch die Verantwortlichen von Plymouth Argyle auf sich aufmerksam, wohin er kurz vor seinem 20. Geburtstag wechselte. Der Klub war im Vorjahr in der Football League aufgenommen worden und spielte in der Third Division. Nach etwas Anlaufzeit war er dort auch regelmäßiger Torschütze, so dass er im Oktober 1925 als erster schwarzhäutiger Spieler in die englische Nationalmannschaft berufen wurde. Kurz vor dem Länderspiel gegen Irland im Rahmen der British Home Championship wurde er jedoch wieder ausgeladen, es kam auch zu keinen weiteren Einladungen. Es wird spekuliert, dass den Verantwortlichen der Football Association beim unterklassig spielenden Leslie die Hautfarbe zunächst nicht bewusst war und dies dann Grund für die Nicht-Berücksichtigung war – später erzählte er dem renommierten Sportjournalisten Brian Woolnough, dass sie „vergessen habe müssen, dass er ein farbiger Junge sei“.
1930 stieg Leslie mit Plymouth Argyle in die zweitklassige Second Division auf. Bis zu seinem Karriereende 1935 bestritt er 384 Meisterschaftsspiele und erzielte dabei 133 Tore. Damit platzierte er sich jeweils in den Bestenlisten des Klubs weit vorne. Anschließend fand er eine Anstellung bei West Ham United, wo er dem Zeugwart zuarbeitete.
Zu Leslies Ehren wurde nach der Renovierung der Haupttribüne des Home Parks ein Konferenzraum nach ihm benannt. 2022 wurde eine Statue außerhalb des Stadions aufgestellt.